# Деминг, Аделаида
Аделаида Деминг (англ. Adelaide Deming; 1864—1956) — американская художница и общественный деятель.

## Биография
Родилась 12 декабря 1864 года в Литчфилде, штат Коннектикут.
Образование получила в Нью-Йорке, учась в Лиге студентов-художников Нью-Йорка, где её преподавателями были Уильям Чейз, Уильям Латроп, Артур Доу и Henry Snow. В течение восьми лет Аделаида преподавала в Институте Пратта, подала в отставку в 1910 году.
Она являлась членом ассоциации National Association of Women Painters and Sculptors и Американского общества акварелистов. Была президентом местной организации суфражисток и членом Litchfield Equal Franchise League. В 1918 году она была одной из 50 женщин штата Коннектикут, которые встречались с сенатором Джорджем Маклином по поводу избирательного права женщин. Работала в городском совете по образованию, участвовала в строительстве новой школы в 1920-х годах.
Некоторые из её картин принадлежат городскому обществу  Litchfield Historical Society. Ему же принадлежат оставшиеся её документы, в том числе краткая переписка с Букером Вашингтоном и фотография с автографом Виктора Гюго. Когда в 1954 году был создан Архив американского искусства (Archives of American Art), в него были отобраны некоторые работы Аделаиды Деминг.
Умерла в 1956 году.

## Творчество
Работы Аделаиды Деминг включала в себя преимущественно пейзажи. Los Angeles Herald писала, что её отмеченная наградами акварель «Лунные тени» («Moon Shadows») была «полна очарования и тайны лунного света». Особо была отмечена её работа «Тихая гавань» («A Quiet Harbor»), выставленная в Женском художественном клубе Нью-Йорка в 1905 году. Её картина с пейзажем Адирондака была отмечена журналом American Art News на выставках Женского художественного клуба в Нью-Йорке в 1907, 1909 и 1910 годах.
Художница много путешествовала по Европе, Карибскому бассейну и Египту, но самыми известными её работами были пейзажи Новой Англии, часто изображающие сцены из родного города. Она стала первой женщиной, получившей премию Уильяма Била ( William R. Beal) на конкурсе Нью-Йоркского клуба акварелистов в 1908 году за картину «Moon Shadows». Она выставлялась в Национальной академии дизайна, Пенсильванской академия изящных искусств и Бруклинском музее; участвовала в Панамо-Тихоокеанской международной выставке в 1915 году. Деминг являлась членом различных художественных объединений, включая Connecticut Academy of Fine Arts, Paint and Clay Club of New Haven и Kent Art Association.